# Orthochamosiet
Het mineraal orthochamosiet is een ijzer-magnesium-aluminium-fylosilicaat met de chemische formule  (Fe2+,Mg,Fe3+)5Al(Si3Al)O10(OH,O)8. Het behoort tot de chlorietgroep.

## Eigenschappen
Het groengrijs tot groene orthochamosiet heeft een groenwitte streepkleur, een parelglans en een perfecte splijting volgens het kristalvlak [001]. De gemiddelde dichtheid is 3,12 en de hardheid is 2. Het kristalstelsel is orthorombisch en het mineraal is niet radioactief.

## Naamgeving
Het mineraal orthochamosiet is zo genoemd omdat het geldt als de orthorombische variant van chamosiet.

## Voorkomen
Orthochamosiet is een mineraal dat voorkomt in verweerde basalten met olivijn, zoals in Ayrshire, Schotland. De typelocatie is Kank, Kutná Hora, Stredocesky kraj, Tsjechië.